# Scanlon (Minnesota)
Scanlon es una ciudad ubicada en el condado de Carlton en el estado estadounidense de Minnesota. En el Censo de 2010 tenía una población de 991 habitantes y una densidad poblacional de 453,35 personas por km².

## Geografía
Scanlon se encuentra ubicada en las coordenadas 46°42′23″N 92°25′48″O / 46.70639, -92.43000. Según la Oficina del Censo de los Estados Unidos, Scanlon tiene una superficie total de 2.19 km², de la cual 2.19 km² corresponden a tierra firme y (0%) 0 km² es agua.

## Demografía
Según el censo de 2010, había 991 personas residiendo en Scanlon. La densidad de población era de 453,35 hab./km². De los 991 habitantes, Scanlon estaba compuesto por el 92.13% blancos, el 0.4% eran afroamericanos, el 3.33% eran amerindios, el 1.11% eran asiáticos, el 0% eran isleños del Pacífico, el 0.4% eran de otras razas y el 2.62% pertenecían a dos o más razas. Del total de la población el 1.31% eran hispanos o latinos de cualquier raza.